# Okręg Martigny
Martigny (fr. District de Martigny, niem. Bezirk Martinach) – okręg w Szwajcarii, w kantonie Valais. Siedziba administracyjna okręgu znajduje się w miejscowości Martigny.  
Okręg składa się z dziesięciu gmin (Commune; Politische Gemeinde) o powierzchni 263,37 km² i o liczbie mieszkańców 50 760.

## Gminy
1. Bovernier
2. Fully
3. Isérables
4. Leytron
5. Martigny
6. Martigny-Combe
7. Riddes
8. Saillon
9. Saxon
10. Trient

## Zmiany administracyjne
- 1 stycznia 2021
  - przyłączenie gminy Charrat do miasta Martigny